# Bath City FC
Bath City Football Club is een Engelse voetbalclub uit Bath, Somerset. Ze spelen in de National League South, het zesde niveau van het Engelse voetbal, en spelen hun thuiswedstrijden op Twerton Park. De club staat onder leiding van oud-speler Jerry Gill.
De club werd in 1889 opgericht als Bath AFC en werd in 1902 kort omgedoopt tot Bath Railway voordat de huidige naam aangenomen werd. In 1979 starten ze in het eerste seizoen van de Alliance Premier League, destijds de eerste landelijke amateurdivisie in Engeland. Vanaf 1997 speelde Bath City een decennium lang in de Southern League. Ze promoveerden in 2007 naar de Conference South, na het winnen van deze Southern League. Aan het einde van het seizoen 2010/2011 behaalde de club een tiende plaats in de Conference National, hun hoogste eindklassering sinds 1993, maar degradeerde na twee seizoenen terug naar de Conference South. In 2015 veranderde de naam van deze competitie naar National League South.
Bath City bereikte zes keer de derde ronde van de FA Cup, voor het laatst in 1994.

## Bekende (oud-)spelers
- Paul Bodin
- Joe Bryan
- Matt Cafer
- Jason Dodd
- Steve Kean
- Liam Kelly
- Phil King
- Nick Tanner
- Bobby Zamora